# بنو (سياهو)
بنو (بالفارسية: بنو) هي قرية تقع في إيران في قسم سیاهو الريفي.